# Fernando Gabriel García
Fernando Gabriel García (n. Buenos Aires, 31 de agosto de 1981) es un jugador argentino de balonmano (handball). Actualmente milita en el conjunto francés de  Vernon.
Compitió para su selección nacional en los Juegos Olímpicos del 2012 en Londres y en 2016 en los de Rio. Participó en el Campeonato Mundial de Balonmano Masculino de 2015 en Catar y el de 2017 realizado en Francia.

## Palmarés
Juegos Panamericanos:
- Guadalajara 2011.

- Toronto 2015.

Campeonato panamericano:
- Buenos Aires 2016.